# Wilde Geruchten
Wilde Geruchten was een praatprogramma op de Vlaamse zender Radio 1. De eerste uitzending was op 29 augustus 2005 en werd elke weekdag van 10 uur tot 12 uur uitgezonden tot juni 2007. De presentatie is door Koen Fillet en Annemie Peeters. De productie is in handen van Henk De Corte.
Het uitgangspunt van het programma is het zoeken naar de waarheid achter actuele geruchten. De luisteraar kan daarbij actief meedoen door geruchten, reacties en vragen via de website van het programma aan de presentatoren te melden.